# За мільярд років до кінця світу
«За мільярд років до кінця світу. Рукопис, знайдений за дивних обставин» (рос. За миллиард лет до конца света. Рукопись, обнаруженная при странных обстоятельствах) — науково-фантастична повість російських радянських письменників Аркадія і Бориса Стругацьких. У повісті гостро ставиться проблема відповідальності учених за свої наукові відкриття, проблема морального вибору людини, відповідальність за долю кожного члена людського суспільства, а також проблема віддалених наслідків діяльності людини на природу та в цілому на Всесвіт.

## Історія створення
Повість, згідно інтерв'ю Бориса Стругацького, написана після того, як Бориса Стругацького особисто викликали й допитували правоохоронні органи в 1974 році в рамках розслідування діяльності хорошого знайомого Стругацьких Михайла Хейфеца. У своєму інтерв'ю Борис Стругацький відзначав, що вони з братом мали бажання написати твір про теоретично можливе проникнення людини в пекло з дослідницькою метою, також письменники під впливом тиску на них правоохоронних органів вирішили описати цей тиск у завуальованій формі, у вигляді спеціально підібраного терміну «Гомеостатичний Всесвіт», а події роману мали показати в завуальованій формі усі фактори, які заважали розвитку вільної наукової думки в тогочасному СРСР. Уперше повість надрукована в журналі «Знание — сила» за вересень 1976 року, друк твору закінчено в січневому номері журналу за 1977 рік. Тривалий час із цензурних міркувань повість не публікувалась, і лише в 1984 році вона надрукована в однойменній авторській збірці братів Стругацьких, яка вийшла друком у видавництві «Советский писатель».

## Стилістичні особливості повісті
Повість написана у вигляді уривків із рукопису, які перериваються у несподіваних місцях, та починаються також без відповідності з попереднім уривком, що не заважає цілісному сприйняттю сюжету повісті, та відображено в її повній назві («Рукопис, знайдений за дивних обставин»), причому частина розділів повісті (початкові) написані від третьої особи, проте ближче до кінця повісті уривки переважно написані від першої особи, її головного героя. Згідно інтерв'ю Бориса Стругацького, такий варіант подачі інформації виник у авторів спонтанно, після перебору значної кількості варіантів написання, проте сказати точно, коли виник саме цей варіант написання твору, та чому вирішено вибрати саме такий варіант написання повісті, автори пригадати не можуть.

## Сюжет повісті
Головний герой повісті, астрофізик Дмитро Малянов, який живе і працює в Ленінграді, працює над проблемою взаємодії зірок із дифузною матерією в Галактиці, навіть під час своєї відпустки. Проте якась невідома сила постійно відриває його від роботи: то кілька разів хтось помилково подзвонив на його домашній телефон, то принесуть несподіване замовлення з гастроному, а далі додому до нього приїжджає інститутська подруга дружини, коли сама дружина із його сином відсутні вдома. Нова знайома швидко впадає в очі сусіду Малянова, фізику з якоїсь секретної установи, на ім'я Арнольд Павлович Снєговий, який саме незабаром після приїзду подруги дружини Малянова вирішує зайти до нього в гості. Усі троє організовують тривале застілля до опівночі, після якого розходяться по своїх кімнатах. Уранці Малянов не застає подруги дружини в квартирі, а пізніше до нього в квартиру приходить слідчий з міліції, який повідомляє, що Снєгового уранці знайшли застреленим у власній квартирі, а в його смерті звинувачено Малянова, як людину, з якою останньою спілкувався Снєговий. Дивні події відбуваються з кількома знайомимми Малянова, які також займаються розробкою різних напрямків наукових досліджень та технічних розробок, від біології до математичної лінгвістики, а також дослідження культурного впливу США на Японію. У всіх цих знайомих Малянова спостерігається одна закономірність — як тільки вони розпочинають працювати над цією темою або технічною розробкою, як з'являються несподівані обставини, від неймовірних хвороб аж до появи у квартирі великої кількості знайомих жінок, та навіть дітей, що не дає можливості займатися роботою. Це наштовхує на думку, що всім цим особам не дає працювати якась вища сила, що з якихось причин не зацікавлена в продовженні саме цих наукових досліджень або впровадженні нової техніки. Малянов та більшість його знайомих вирішують шукати спосіб опору невідомій силі. Тим часом додому повертається дружина Малянова, яка швидко виявляє сліди перебування іншої жінки в квартирі, після чого чоловік розповідає їй про всі події, що відбулись з ним та його знайомими за кілька останніх днів. Дружина вірить Малянову, та обіцяє підтримати його вибір у цій ситуації за будь-якого рішення. Тим часом перед будинком Малянова відбувається вибух, внаслідок якого із землі вивертається високе дерево. У той же день Малянову приходить телеграма, що найближчим часом до нього додому приїдуть його син і теща. Після цього головний герой повісті робить вибір: щоб зберегти в безпеці сина, він вирішує припинити займатися небезпечним науковим дослідженням. Натомість Малянов вирішує віддати свої записи одному з групи своїх знайомих Філіпу Вечеровському, який вирішує продовжити боротьбу та наукові дослідження своїх знайомих.

## Прообрази літературних персонажів
Згідно інтерв'ю. яке давав Борис Стругацький, прообразом головного героя повісті Дмитра Малянова став сам Борис Стругацький, навіть як місце дії повісті описано будинок, де жив Борис Стругацький. Прототипом Філіпа Вечеровського стали дві людини — Юрій Манін (зовнішність і професія), щодо другої особи точних даних немає. Прототипом Арнольда Павловича Снєгового став учений-ракетобудівник та письменник-фантаст Олександр Олександрович Меєров.

## Екранізації
У 1983 році на основі повісті вийшов угорський художній фільм «Мільярд років до кінця світу» угор. Egymilliárd évvel a világvége előtt режисера Ласло Фелікса. У 1986 році на основі повісті вийшов фінський художній фільм «Мільярд років до кінця світу» (фін. Miljardi vuotta ennen maailmanloppua) режисера Тапіо Суомінена. У 1989 році радянський режисер Олександр Сокуров зняв на основі повісті фільм «Дні затемнення». Проте сам сценарій фільму лише незначно нагадує сюжет повісті, хоча навіть у цьому випадку брати Стругацькі не зняли своїх імен з титрів фільму. У 2000 році гільдією кінокритиків Росії фільм був включений у сотню найкращих фільмів Росії. У 1996 році на основі повісті знятий грецький фільм «Перед кінцем світу» (грец. Πριν το τέλος του κόσμου) режисера Панайотіса Маруліса.

## Переклади
Уже в 1978 році повість перекладена англійською мовою, та вийшла друком під назвою «Definitely Maybe». Повість також перекладена німецькою, французькою, португальською, італійською, шведською, фінською, чеською, естонською, польською, болгарською, угорською і японською мовами. Болгарською мовою повість переклав відомий болгарський письменник-фантаст Агоп Мелконян.